# Бух-ам-Вальд
Бух-ам-Вальд (нім. Buch am Wald) — громада в Німеччині, розташована в землі Баварія. Підпорядковується адміністративному округу Середня Франконія. Входить до складу району Ансбах. Складова частина об'єднання громад Шиллінгсфюрст.
Площа — 26,47 км2. Населення становить 1039 ос. (станом на 31 грудня 2020).